# Instituto Venezolano de Investigaciones Científicas
El Instituto Venezolano de Investigaciones Científicas (IVIC), es un organismo autónomo adscrito al Ministerio del Poder Popular para Ciencia y Tecnología (MppCyT) de la República Bolivariana de Venezuela. El IVIC tiene como misión generar conocimiento a través de la investigación científica básica y aplicada, el desarrollo tecnológico y la formación de talento humano de alto nivel en Venezuela. Durante más de cincuenta años ha servido de fuente de acopio informativo en el área y es reconocido, nacional e internacionalmente, como un importante centro de asesoramiento, consulta y facilitador de servicios en las ramas de las ciencias físicas, químicas, biológicas, médicas, matemáticas, ciencias sociales, entre otras. En la actualidad, desarrolla más de 300 proyectos de investigación y presta más de 100 servicios especializados a empresas públicas y privadas, particulares, universidades y organismos públicos.

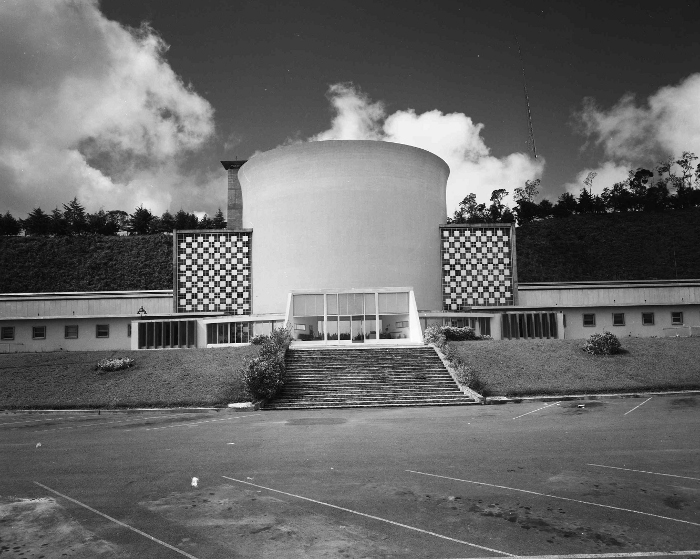
Reactor nuclear RV-1 del Centro de Física, el primero en su tipo instalado en Latinoamérica.

## Marco legal
El Instituto Venezolano de Investigaciones Científicas (IVIC) se crea por Decreto No 521 publicado en Gaceta Oficial No 25.883 del 9 de febrero de 1959, y firmado por el presidente provisional Édgar Sanabria. El decreto establece su carácter de instituto autónomo, adscrito inicialmente al Ministerio de Sanidad y Asistencia Social, y desde 1999 al Ministerio de Ciencia y Tecnología (actualmente Ministerio del Poder Popular para la Educación Universitaria, Ciencia y Tecnología, MppEUCT). Hoy en día, el IVIC se rige por la Ley de Reforma Parcial al Decreto de Creación, publicada en Gaceta Oficial No 37.022, número extraordinario de fecha 25 de agosto de 2000, teniendo como misión promover y generar nuevos conocimientos a través de la investigación científica, el desarrollo tecnológico y la formación de recursos humanos de alto nivel; para lo cual el instituto será fuente de acopio informativo en el área, asesor y facilitador de servicios externos que garanticen el acceso directo, la difusión y popularización del conocimiento en Venezuela y el mundo. A partir de noviembre de 2014 se inició la discusión de una reforma a la ley del IVIC que podría derogar o modificar las funciones del Instituto.

## Historia

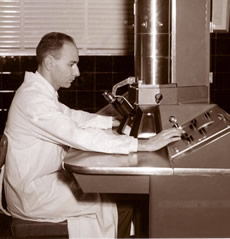
Humberto Fernández-Morán trabajando en el microscopio electrónico del IVNIC

La década de los años 50 es considerada la época en la que comienza la institucionalización de la ciencia y el desarrollo de una verdadera política científica en Venezuela que dio paso a la producción de conocimiento científico sistemático, financiado, con reconocimiento social y con el apoyo directo del estado venezolano o de la empresa privada. Durante estos años iniciales la política científica en Venezuela le dio mayor peso a las ciencias básicas que a las ciencias aplicadas y el desarrollo tecnológico.

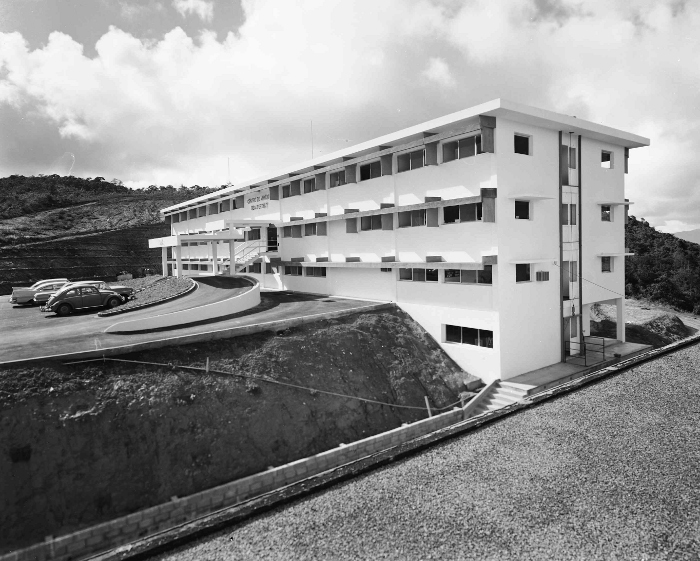
Altos de Pipe en sus inicios

El 29 de abril de 1954 fue fundado el Instituto Venezolano de Neurología e Investigaciones Cerebrales (IVNIC) en los terrenos de Altos de Pipe bajo la dirección de Humberto Fernández-Morán. Fueron contratados varios investigadores extranjeros principalmente especializados en la investigación biomédica, así como también se contrató la compra e instalación de un Reactor Nuclear del Centro de Física, el primero en su tipo en Latinoamérica. Al caer la dictadura del general Marcos Pérez Jiménez en 1958 se inició un período de revisión de las obras edificadas durante su gestión, el IVNIC entre ellas.
En aquel entonces, el Ministerio de Sanidad y Asistencia Social designó una comisión científica asesora para evaluar el funcionamiento del IVNIC y proponer una profunda reestructuración organizativa, debido a que su radio de acción se concentraba exclusivamente en la investigación básica y aplicada del sistema nervioso, tanto normal como patológico. La superespecialización que caracterizaba al antiguo IVNIC dio paso a una propuesta multidisciplinaria, en la que los investigadores tenían completa libertad para desarrollar sus líneas de investigación. A pesar de que la nueva institución hereda la infraestructura concluida y en construcción del IVNIC, la mayor parte del personal científico fundador provino del Instituto de Investigaciones Médicas "Fundación Luis Roche", quienes desde 1952 venían realizando investigación financiada por entes privados. Para mayo de 1960 el IVIC contaba con 26 investigadores, 14 nacionales y 12 extranjeros, además de 7 estudiantes venezolanos.
En sus primeros años el número de investigadores del IVIC creció rápidamente hasta alcanzar 54 en 1967, y se instaló una biblioteca científica para el uso del personal científico de la institución. En la década de los años 70 se crea el Centro de Estudios Avanzados y se formalizan los estudios de postgrado. En 1971 se crea un Centro de Investigaciones Tecnológicas o Centro Tecnológico y se reforma la estructura del instituto en diversos centros y departamentos. En 1974 se sanciona el primer reglamento del IVIC. Durante este periodo la actividad más visible del instituto estuvo orientada hacia los desarrollos tecnológicos y la prestación de servicios a la industria petrolera, aun cuando la mayor parte del personal se dedicaba a ciencias básicas. Con la nacionalización del petróleo gran parte del personal del instituto dedicado a las áreas de química y petróleo pasó a formar parte del INTEVEP (1976) y los del Centro de Ingeniería pasarían a formar la Fundación Instituto de Ingeniería (1980).
En 1990 se plantea el dilema de la renovación del IVIC debido a que las dificultades económicas de finales de los 80s habían desalentado el ingreso de jóvenes investigadores, y varias líneas de investigación corrían el riesgo de desaparecer tras la jubilación de investigadores de larga trayectoria. Por este motivo la dirección del instituto ofrece a los investigadores eméritos la posibilidad de mantenerse como investigadores activos, sujetos a la evaluación continua de la Comisión Clasificadora.
En diversas ocasiones se ha discutido el rol del IVIC en la sociedad venezolana en medio de los debates sobre políticas científicas y sociales en Venezuela. La creación del IVIC impulsó la profesionalización de los investigadores en Venezuela, quienes fueron seleccionados por su excelencia académica y a quienes se le ofreció amplia libertad para desarrollar sus líneas de investigación sin ningún tipo de restricción institucional. Las visiones críticas sugieren que este modelo incrementa el individualismo, aislamiento, y alta especialización disciplinar, que impiden nuevas formas de investigar, y que en ocasiones generan productos científicos de "escasa pertinencia". Esto a pesar de que los aportes de los investigadores del IVIC han sido reconocidos nacional e internacionalmente en múltiples oportunidades.
En medio de estos debates la relación de los investigadores del IVIC con la realidad política y social del país ha sido muy variable, y las crisis económicas y políticas han dejado huella en el desarrollo de la institución. Particularmente entre los años 1995 y 1997 y entre 2002 y 2003 ha habido fuertes restricciones presupuestarias y limitaciones para la captación y retención de talento humano. Al igual que otras instituciones científicas del país, en los últimos años ha acusado un deterioro paulatino de su planta física por falta de mantenimiento y un déficit en la renovación de espacios para acomodar eficientemente un creciente número de personal científico.

### Directores del IVIC
El primer director del IVIC fue el Dr. Marcel Roche, quien asumió la responsabilidad a petición de la Junta de Gobierno y estuvo íntimamente ligado con la concepción y formación del instituto, permaneció en el cargo durante 10 años (1959-1969). El segundo director del IVIC fue el Dr. Raimundo Villegas (1969-1974), durante su periodo se fundó el Centro de Estudios Avanzados. Posteriormente han sido directores del instituto el Dr. Luis Carbonell Parra (1974-1981), el Dr. Miguel Layrisse  (1981-1984), el Dr. Boris Druján (1984-1988), el Dr. Horacio Vanegas (1989-1992), el Dr. Miguel Laufer (1993-1997), el Dr. Egidio L. Romano Roselli (1998-2004), el Dr. Máximo García Sucre (2004-2007), el Dr. Ángel L. Viloria Petit (2008-2011), Dr. Eloy Sira Galindez (2011-2022). Actualmente el director del IVIC es el Dr. Alberto Quintero.

## Producción científica
Desde sus inicios el IVIC se ha caracterizado por la calidad de la infraestructura científica que ha sido construida y mantenida con aportes sustanciales del gobierno nacional, y la productividad del personal científico y estudiantes que le han permitido consolidarse como una de las instituciones líderes de la ciencia en Venezuela.  Por ejemplo, entre 1980 y 1988 el IVIC mantuvo el liderazgo absoluto de la producción de artículos científicos registrados en el Science Citation Index, y en algunos años llegó a producir el 30% de los artículos científicos producidos en Venezuela. Posteriormente, el crecimiento de las universidad venezolanas, y particularmente el surgimiento y consolidación de diferentes facultades y escuelas dedicadas a las ciencias básicas, aumentaron el aporte del sector académico a la ciencia en Venezuela, y la importancia relativa del IVIC disminuyó paulatinamente. Entre 1989 y 1994 el IVIC pasó a alternar el primer lugar con la Universidad Central de Venezuela (UCV) con producciones anuales prácticamente equivalentes, y actualmente se sitúa ligeramente por debajo del 20% de la producción científica nacional, por detrás de las cuatro universidades más importantes del país. Sin embargo, el número de artículos producidos por investigador del IVIC sigue siendo más de cuatro veces superior al número de artículos producidos por los profesores universitarios.
Medidas alternativas de la producción científica se concentran en medir su impacto en función del número de veces que ha sido citado. Actualmente la producción total de artículos científicos registrados en la red Scopus ubica al IVIC en la posición cinco dentro de las instituciones venezolanas, pero en la posición número uno en cuanto al impacto científico normalizado (promedio de citas por artículo de la institución en comparación con el promedio de citas global).
Uno de los antiguos investigadores del IVIC, el Dr. Mario Pietro Vecchi, es coautor de uno de los cien artículos científicos más citados en la historia, sin embargo esto es un caso excepcional dentro de la ciencia venezolana. La producción científica total del IVIC y de Venezuela ha disminuido después de alcanzar un máximo histórico en 2008, y en los últimos siete años ha perdido posiciones con respecto a instituciones científicas de otros países en indicadores globales de productividad e impacto científico.

## Formación de talento humano

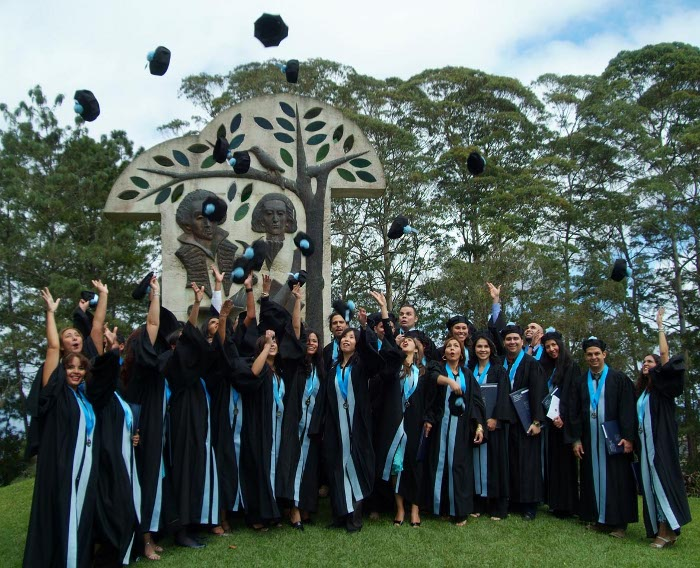
Graduación

Desde su creación, el IVIC asumió el compromiso de educar a jóvenes venezolanos para formar una generación de nuevos investigadores. La estrategia inicial consistió en una combinación de un programa de becas para el estudio en el exterior, y la formación de egresados universitarios en labores de investigación dentro de los laboratorios del instituto.
El Centro de Estudios Avanzados (CEA) fue creado a principios de 1970 para coordinar las actividades académicas del IVIC, y actualmente ofrece cursos de maestría y doctorado en Antropología, Biología de la Reproducción Humana, Bioquímica, Ecología, Estudios Sociales de la Ciencia, Física, Física Médica, Fisiología y Biofísica, Genética Humana, Inmunología, Matemáticas, Microbiología, Modelos Aleatorios y Química.
De igual forma, el CEA permite la estancia de estudiantes de pregrado como asistentes, tesistas, visitantes y en entrenamiento, así como la permanencia de alumnos de bachillerato en calidad de pasantes.

## Reconocimientos
Varios científicos del IVIC han sido reconocidos con premios nacionales de ciencia y tecnología, como el Premio Nacional de Ciencias  del antiguo Conicit, o el Premio Nacional de Ciencia y Tecnología del Ministerio de Ciencia y Tecnología. El IVIC es la institución con mayor cantidad de galardonados del Premio Lorenzo Mendoza Fleury de la Fundación Empresas Polar
Premio Sultán Qabús para la Preservación del Medio Ambiente, otorgado al Centro de Ecología por la UNESCO y la Sultanía de Omán, el 15 de octubre de 2003.

## Biblioteca Marcel Roche

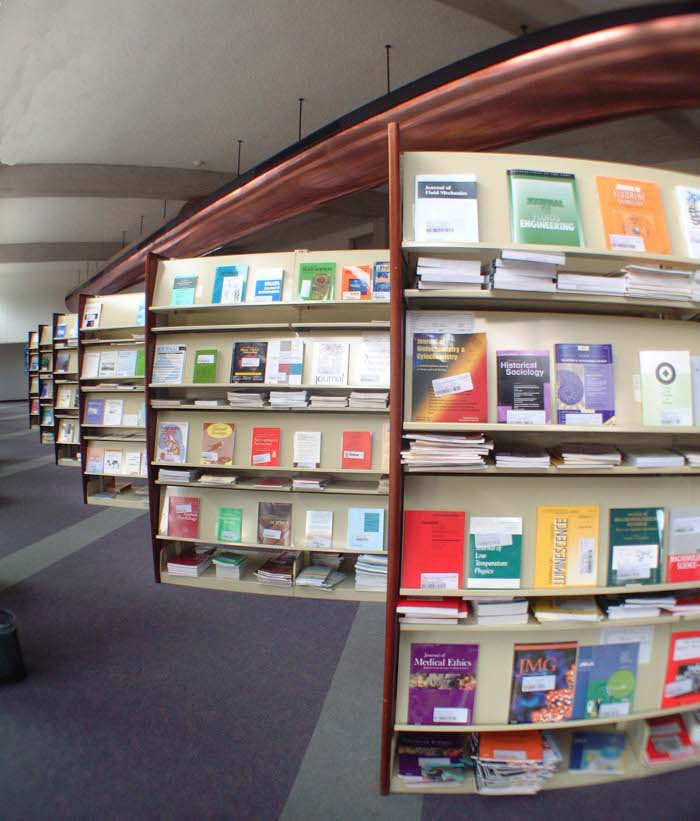
Biblioteca Marcel Roche

La Biblioteca Marcel Roche fue creada en 1959, poco tiempo después de haberse fundado el IVIC. Debido al tamaño de su colección y a los servicios ofrecidos, fue designadda por la Organización de Naciones Unidas para la Educación, la Ciencia y la Cultura (UNESCO) como Biblioteca Regional para América Latina y El Caribe en el año 1996.
En esta biblioteca se puede conseguir la versión en inglés, traducida por James Hamilton, del discurso de El Libertador Simón Bolívar durante la instalación del Congreso de Venezuela en Angostura, el 15 de febrero de 1819. Además, posee la colección completa de la revista Philosophical Transactions of the Royal Society of London desde su volumen N° 1 del año 1665.
El libro más viejo que tiene la biblioteca es "Pirotechnia" de Vannucio Biringuccio, publicado en Venecia en 1550. El autor menciona el método de amalgamación (extracción de plata por medio del mercurio) que luego fue llevado a la práctica por Bernardino de Medina en Zacatecas, México.

### Servicios internos y externos
El IVIC presta servicios y administra proyectos de desarrollo tecnológico para cubrir las demandas del país en las áreas médico-salud, industrial, química, ambiente y academia. En sintonía con los estándares y las normas de calidad nacionales e internacionales que certifican su confiabilidad. Esta importante área es coordinada por el Centro Tecnológico.

## Quimbiotec

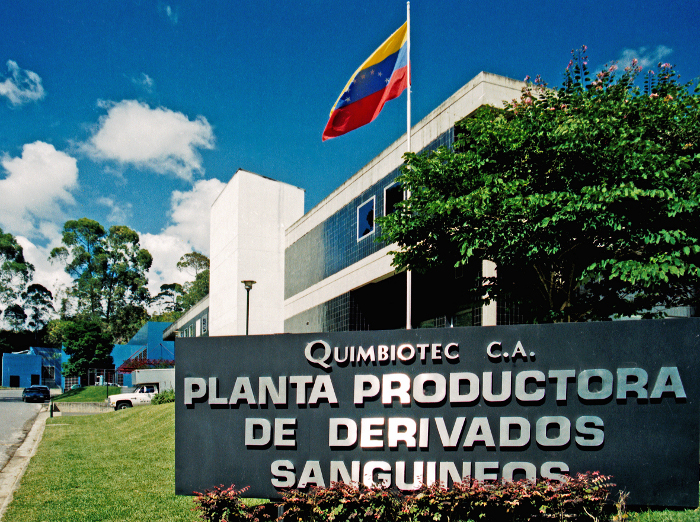
Fachada de QUIMBIOTEC

Quimbiotec es una empresa estatal sin fines de lucro perteneciente al IVIC y adscrita al Ministerio del Poder Popular para la Salud (MPPS). En sus instalaciones funciona la Planta Productora de Derivados Sanguíneos, única de su tipo en el país que produce y comercializa derivados de la sangre de alta calidad, así como medicamentos recombinantes, antivenenos antiofídicos y antiescorpiónicos. Entre sus productos químicos y biológicos figuran la albúmina humana, inmunoglobulina endovenosa, inmunoglobulina anti-D y factor VIII humano.

## Unidad de Materiales Peligrosos
El IVIC, cuenta con la presencia, en sus instalaciones internas, de la Unidad de Materiales Peligrosos del Cuerpo de Bomberos del Estado Miranda, siendo este una unidad especial dentro de este cuerpo de bomberos, dentro del convenio de cooperación mutua entre la Gobernación del Estado Miranda y el IVIC, la necesidad de la instalación de esta Unidad de Materiales Peligrosos o Hazmat nace por la presencia de gran cantidad de Materiales Peligrosos usados dentro de las investigaciones del instituto, así como sus desechos.

## Colección de arte
El IVIC posee su propia colección de arte, conformada por más de 80 piezas interiores y exteriores de acrílicos, serigrafías y esculturas de reconocidos artistas nacionales e internacionales, entre los cuales figuran Jesús Soto, Marisol Escobar, Francisco Narváez, Gego y Gladys Meneses.

## Estructura Organizativa
De acuerdo al organigrama estructural, el IVIC está conformado por: 16 centros de investigación, tres centros internacionales, cuatro departamentos de investigación, 13 unidades de apoyo a la investigación, 22 dependencias administrativas, 1 escuela de postgrado, y tres sedes regionales en Higuerote, Mérida y Zulia.

### Centros
- Antropología
- Biofísica y Bioquímica
- Biología Estructural
- Ecología
- Estudios Botánicos y Agroforestales
- Estudios Sociales de la Ciencia
- Centro de Estudios de La Crisis Ambiental Global
- Estudio de Transformaciones Sociales, Ciencia y Conocimientos
- Estudios Interdisciplinarios de la Física
- Física
- Ingeniería de Materiales y Nanotecnología
- Investigaciones Biomédicas
- Internacional de Ecología Tropical (CIET-UNESCO)
- Latinoamericano de Ciencias Biológicas (CLAB-UNESCO)
- Latinoamericano FEI de Criomicroscopía Electrónica (CLAFCME)
- Medicina Experimental
- Microbiología y Biología Celular
- Multidisciplinario de Ciencias
- Oceanología y Estudios Antárticos
- Química

### Departamentos
- Matemáticas
- Química Medicinal
- Tecnología de Materiales y del Ambiente

### Unidades de apoyo a la investigación
- Biblioteca Marcel Roche
- Bioterio
- Diseño y Mantenimiento de Equipos Científicos (DIMEC)
- Estación Científica Higuerote
- Estudios Genéticos y Forenses
- Gases Licuados
- Manejo y Reciclaje de Residuos
- Meteorología
- Planta de Esterilización de Rayos Gamma (PEGAMMA)
- Química Microbiana
- Tecnología Nuclear (UTN)
- Trematodiasis
- Unidad de Articulación Comunitaria (UniArco)
- Unidad de Diversidad Biológica

### Dependencias
- IVIC-Zulia
- IVIC-Mérida
- IVIC-Higuerote

## Ubicación
Desde su fundación, la sede principal del IVIC se encuentra ubicada en Altos de Pipe, kilómetro 11 de la Carretera Panamericana, municipio Los Salias, estado Miranda. En ese sector de Los Altos Mirandinos, la altura máxima ronda los 1750 metros sobre el nivel del mar, con un clima templado lluvioso típico de una zona montañosa. Los terrenos de esta sede tienen una extensión de 832 hectáreas de terreno, donde conviven una flora y fauna excepcional.
El IVIC también cuenta con centros de investigación en los estados Zulia y Mérida, además de una estación científica en Higuerote, los cuales fueron creadas como parte del proceso de regionalización del IVIC.